# エウラヨキ
エウラヨキ (フィンランド語: Eurajoki（エウラヨキ）， スウェーデン語: Euraåminne)はフィンランドサタクンタ県の自治体。ラウマ郡に属する。自治体人口は2021年12月31日の時点で9,355人、また面積は1504.96km2、このうち298.39km2が水域である。人口は1km2あたり27.09人。
町の東部、ボスニア湾沿岸のオルキルオト島にはフィンランドに2箇所存在する原子力発電所のうちの1つであるオルキルオト原子力発電所が存在する。もう一箇所の原子力発電所はロヴィーサに存在する。
エウラヨキではフィンランド語のみが公的に利用される。

## 政治
エウラヨキにおける2011年フィンランド議会総選挙の結果は以下のようになった。
- フィンランド中央党   33.7%
- フィンランド社会民主党   26.4%
- 真のフィンランド人   19.2%
- 国民連合党   10.9%
- 左翼同盟   5.2%
- キリスト教民主党   2.8%
- 緑の同盟   1.3%

## その他

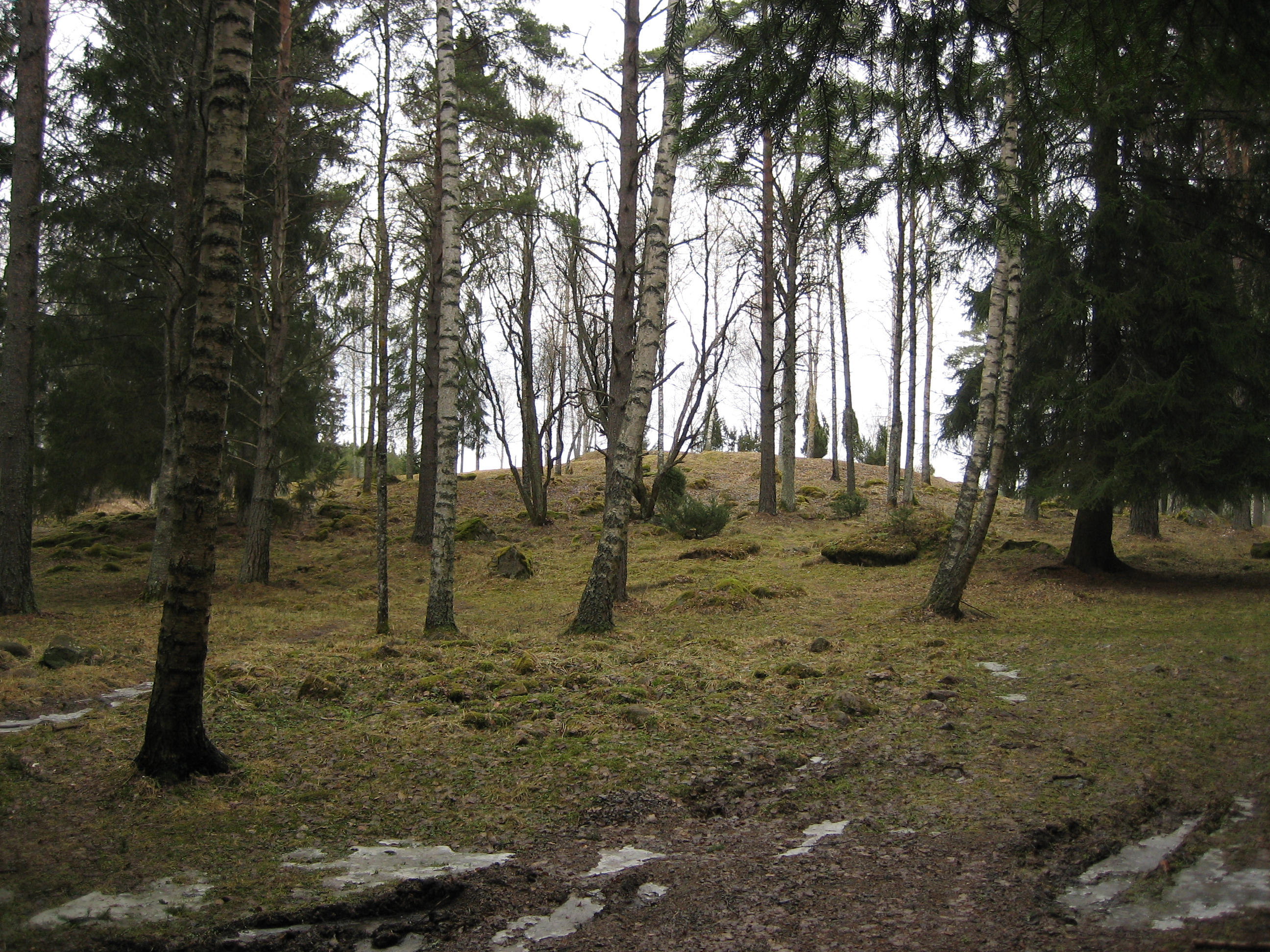
リーンマー城跡

リーンマー城(Liinmaan linna、リーンマーの城の意)の城跡が残っている。14世紀から15世紀のものと見られている。

## 参考
1. ↑  FINLANDS AREAL KOMMUNVIS 1.1.2011
2. 1 2  人口統計表No.051